# 비와 당신의 이야기 (영화)
《비와 당신의 이야기》는 2021년에 공개된 대한민국의 영화이다. 

## 캐스팅
- 강하늘: 박영호 역
- 천우희: 공소희 역
- 이설: 공소연 역
- 강소라: 수진 역
- 강영석: 북웜 역
- 임주환: 박영환 역, 영호의 형
- 이양희: 영호의 아버지 역
- 이항나: 소희의 어머니 역